# Nieuwe Kanaal (Groningen)

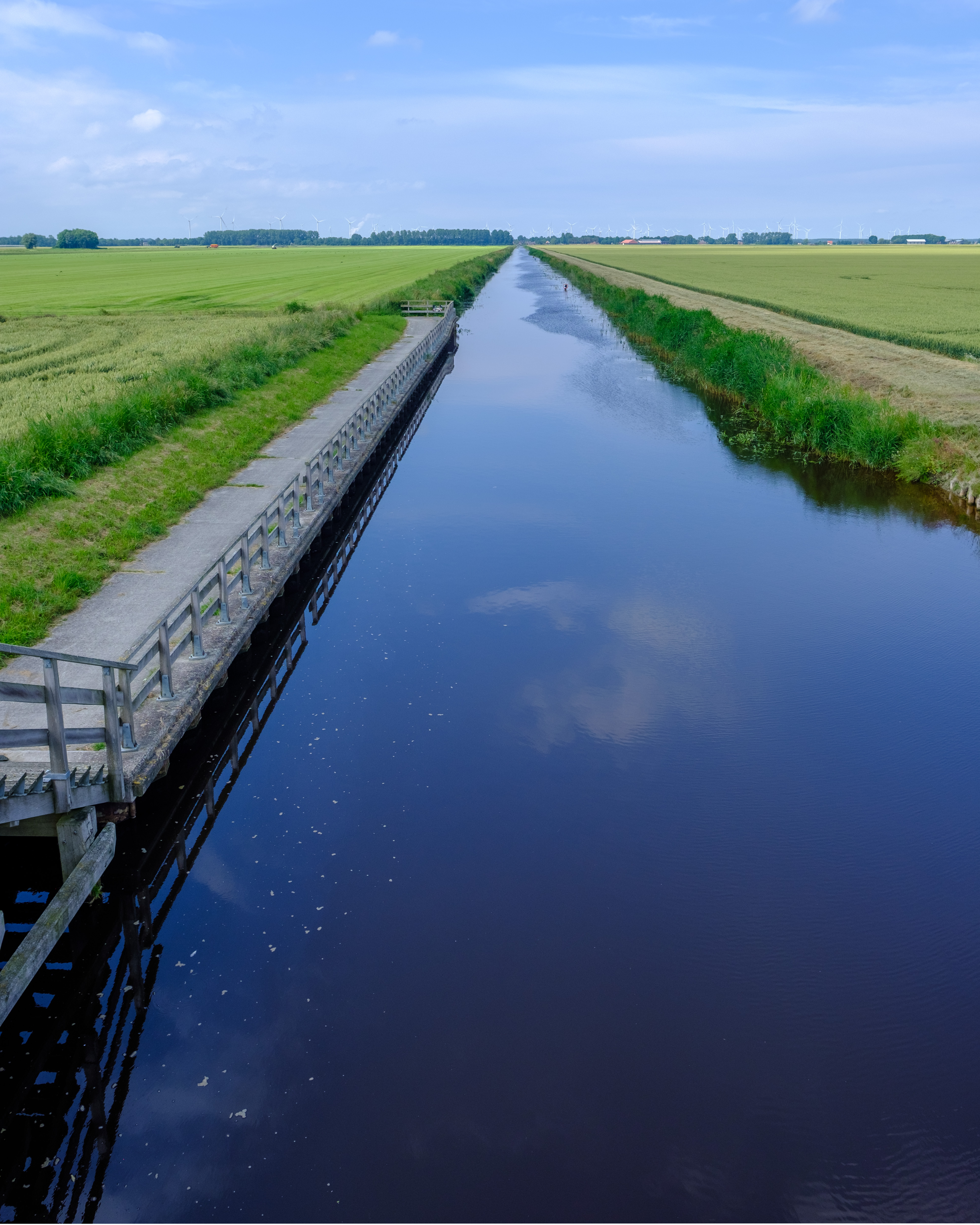
Het Nieuwe Kanaal naar het noorden gezien vanaf het hoogholtje bij gemaal Oude Geut

Het Nieuwe Kanaal is een ongeveer 8,5 kilometer lang kanaal door de polder Oud Nieuwland – parallel aan de Gereweg – in het oosten van de Nederlandse provincie Groningen. Het werd aangelegd in 1870 langs het tracé van het Kostverlorendiep. In het kader van het project Blauwestad en de aanleg van het Oldambtmeer werd het kanaal in de jaren 2011 tot 2014 opgeknapt en geschikt gemaakt voor de pleziervaart. 

## Loop
Het kanaal liep van origine in een min of meer rechte lijn vanaf het Winschoterdiep via Scheemdermeer en Midwolda naar Nieuwolda, waar deze aansloot op het Termunterzijldiep. Het zuidelijke deel werd in de jaren 1990 omgeleid in verband met de aanleg van de snelweg A7. Ten noorden van Midwolda sluit het Nieuwe Kanaal tegenwoordig aan op de Blauwe Passage en is zo verbonden met het Oldambtmeer. In het noorden is het via het Termunterzijldiep indirect met de Dollard verbonden. Aan zuidzijde eindigt het kanaal tegenwoordig met een bocht om de Midwolderplas heen bij de Verlengde Kloosterlaan ten noorden van Winschoten. Het 1,5 kilometer lange deel ten oosten van het vijzelgemaal Ennemaborgh wordt vaak niet tot het kanaal gerekend. Met dit deel erbij is het kanaal ongeveer 10 kilometer lang.
Het kanaal wordt vanuit het zuiden gezien doorsneden door de volgende sluizen en bruggen:
- vijzelgemaal Ennemaborgh (direct ten noorden van de A7)
- vaste brug Boslaan (Midwolda)
- vaste brug Hoofdweg (Midwolda)
- hoogholtje bij de instroom van de Oude Geut
- hoogholtje bij de uitmonding in het Termunterzijldiep

## Geschiedenis
Het Nieuwe Kanaal werd ergens begin jaren 1870 aangelegd voor de afwatering van het Oldambt en voor de export van graan. Het kan als opvolger worden gezien van het Kostverlorendiep uit 1636 dat direct ten oosten ervan lag. In de 19e eeuw werden verschillende mislukte pogingen gedaan om dit diep te verbreden tot een kanaal. Uiteindelijk werd daarop in 1856 door het Termunterzijlvest besloten om het Nieuwe Kanaal direct ten westen ervan aan te leggen. Het Kostverlorendiep werd in de jaren 1970 gedempt.
In de loop van de 20e eeuw veranderde het landschap rondom het kanaal. Zo verdwenen bijvoorbeeld de kruisende waterwegen Oude Geut en het Koediep. 
In de jaren 1990 werd de zuidelijke verbinding met het Winschoterdiep verbroken door de aanleg van de snelweg A7. Het water werd daarvoor ten noorden van de snelweg omgelegd naar het oosten en noorden langs de zuid- en oostkant van de nieuwe (voormalige zandafgraving) Midwolderplas en daar via duikers aangesloten op bestaande sloten.
Met de ontwikkeling van het project Blauwestad werd besloten tot het aanleggen van een waterverbinding tussen het nieuwe Oldambtmeer enerzijds en de Dollard en het waternetwerk van Groningen (via de Oosterhornhaven en de Hoofdvaarweg Lemmer-Delfzijl en het 'Damsterdiepcircuit': Damsterdiep en Slochterdiep) anderzijds. Daartoe werd tussen 2011 en 2014 ten noorden van Midwolda de Blauwe Passage gegraven en het Nieuwe Kanaal ten noorden daarvan verbreed naar het oosten om zo beter dienst te kunnen doen voor de pleziervaart.

### Kostverlorendiep
Het Kostverlorendiep (kortweg: Kostverloren) was een zijtak van het Termunterzijldiep bij Nieuwolda die aanvankelijk in verbinding stond met het Koediep. Het kanaaltje was aangelegd in 1636 om de ontwatering de nieuwe polders te verbeteren en wordt onder andere vermeld in 1697 en 1713. De naam houdt mogelijk verband met de gelijktijdige aanleg van het Koediep, waarvoor de landeigenaren geen schadevergoeding kregen. Het tracé ten zuiden van de Oude Geut kwam later te vervallen, het resterende deel verdween tijdens een ruilverkaveling in de jaren na 1970. 
Het project om het water van het Koediep direct naar het Termunterzijldiep te leiden werd alsnog gerealiseerd door de aanleg van het Nieuwe Kanaal in 1875, nadat eerdere plannen om het Kostverlorendiep verder door te trekken naar het noorden waren mislukt.

In de provincie Groningen komt het toponiem ten minste negen maal voor, onder andere bij Drieborg en in Farmsum, Groningen en Zuidbroek.